# Lucidi Motors
Lucidi Motors – włoski zespół wyścigowy, założony w 1991 roku przez Gabriele Lucidi. Ekipa pojawiała się na starcie we Włoskiej Formule Alfa Boxer, Europejskim Pucharze Formuły Renault 2.0, Włoskiej Formule 3 oraz Brytyjskiej Formule 3.